# Thyholm
Thyholm – półwysep w Danii w Jutlandii Środkowej w gminie Struer. Leży na obszarze historycznego regionu Thy. Otoczony jest przez wody cieśniny Limfjorden. Jego powierzchnia wynosi 7624 ha. Populacja: 3582 osoby (2010).

## Geografia
W północno-zachodniej części półwysep jest połączony Nørrejyske Ø. Na południu Most Oddesund łączy go z Półwyspem Jutlandzkim. Na wschodzie połączony jest mostem z wyspą Jegindø.

## Historia
Obszar półwyspu jest zamieszkały od dawna ze względu na korzystne dla rolnictwa gleby. Na Thyholm znajduje się wiele charakterystycznych dla Thy kurhanów z epoki brązu, w tym jeden o wysokości ponad 4 m.
W latach 1970–2006 na obszarze półwyspu funkcjonowała gmina gmina Thyholm ze stolicą w Hvidbjerg.

## Transport
Przez półwysep przebiega droga krajowa nr 11, łącząca Aalborg z granicą duńsko-niemiecką w pobliżu Tønder. Linia kolejowa Thybanen również przebiega przez Thyholm. Na półwyspie znajdują się na niej cztery stacje kolejowe: Uglev, Hvidbjerg, Lyngs oraz Oddesund Nord.